# ジョルジオス・プリンテジス
ジョルジオス・プリンテジス（ギリシア語: Γιώργος Πρίντεζης,英語: Giorgos Printezis、1985年2月22日 - ）は、ギリシャのプロバスケットボール選手。アッティカ県アテネ出身。ポジションはスモールフォワード、パワーフォワード。206 cm、109 kg。

## 来歴
2007年ギリシャリーグのオールスターゲームでのスラムダンクコンテストで優勝。同年ギリシャリーグのベスト・ヤング・プレイヤー賞を受賞。
2008年、ギリシャ代表として北京オリンピックに参加。